# Visions of the Emerald Beyond
Visions of the Emerald Beyond är ett musikalbum av Mahavishnu Orchestra som lanserades 1975 på Columbia Records. Skivan spelades in i december 1974 i Electric Lady Studios i New York. Det var gruppens fjärde studioalbum, och dess andra i sin andra inkarnation. På skivan märks förutom fusion-inriktningen även funkinfluenser i låtarna "Can't Stand Your Funk" och "Cosmic Strut". Den sistnämnda låten på skivan var den enda som inte komponerades av John McLaughlin.

## Låtlista
1. "Eternity's Breath Pt. 1" - 3:10
2. "Eternity's Breath Pt. 2" - 4:48
3. "Lila's Dance" - 5:34
4. "Can't Stand Your Funk" - 2:09
5. "Pastoral" - 3:41
6. "Faith" - 3:58
7. "Cosmic Strut" - 3:28
8. "If I Could See" - 1:18
9. "Be Happy" - 3:31
10. "Earth Ship" - 3:42
11. "Pegasus" - 1:48
12. "Opus 1" - 0:15
13. "On the Way Home to Earth" - 4:34

## Listplaceringar
- Billboard 200, USA: #68[1]
- Kvällstoppen, Sverige: #XX (placering 11-20 redovisades ej i kronologisk ordning i listan 1975)[2]
- Nya Zeeland: #32[3]